# EDVAC
L' EDVAC  (per les sigles en anglès de Electronic Discrete Variable Automatic Computer), va ser un dels primers ordinadors electrònics. A diferència de l'ENIAC, de qui va ser successor juntament amb l'ORDVAC, no era decimal, sinó binari i va tenir el primer programari dissenyat per ser emmagatzemat. Aquest disseny va esdevenir l'estàndard d'arquitectura per a la majoria dels ordinadors moderns.
El disseny de l'EDVAC, considerat un èxit en la història de la informàtica, va ser desenvolupat encara abans que l'ENIAC fos posat en marxa i tenia la intenció de resoldre molts dels problemes trobats en el disseny de l'ENIAC. Així com l'ENIAC, l'EDVAC va ser construït pel laboratori d'investigació de balística dels Estats Units de la universitat de Pennsilvània. Als dissenyadors de l'ENIAC, J. Presper Eckert i John William Mauchly es va unir el gran matemàtic John von Neumann. Un contracte per construir-lo va ser signat l'abril de 1946 amb un pressupost inicial de 100.000 USD i el contracte va anomenar l'aparell «Calculador Discret Electrònic Automàtic Variable» (Electronic Discrete Variable Automatic Calculator en anglès). El cost de l'EDVAC va ser similar al de l'ENIAC, just per sota dels 500.000 USD. La EDVAC va ser lliurat al laboratori militar l'agost de 1949 i després de diversos ajustos, va començar a operar el 1951.
L'ordinador va ser dissenyat per treballar en sistema binari amb addició, sostracció i multiplicació automàtica i divisió programada. També posseiria un verificador automàtic amb capacitat per a mil paraules (després es va canviar a 1.024). Físicament l'ordinador va ser construït amb els següents components: Un lector-gravador de cinta magnètica, una unitat de control amb tub de Braun, una unitat per rebre instruccions des del control i la memòria i per adreçar-les a altres unitats, una unitat computacional per realitzar operacions aritmètiques en un parell de nombres alhora i enviar-los a la memòria després de corroborar amb una altra unitat idèntica, un clock, i una unitat de memòria dual. Una preocupació important en el disseny era balancejar fiabilitat i economia. L'EDVAC posseïa físicament gairebé 6.000 tubs de buit i 12.000 díodes, consumia 56 quilowatts de potència i cobria 45,5 m² de superfície amb 7.850 kg. El personal operatiu consistia en trenta persones per cada torn de vuit hores.
L'EDVAC va rebre diverses actualitzacions, incloent un dispositiu d'entrada/sortida de targetes perforades el 1953, memòria addicional de tambor magnètic el 1954 i una unitat d'aritmètica de coma flotant el 1958. El 1960 treballava més de 20 hores diàries amb lapses sense error de 8 hores, de mitjana. L'EDVAC va funcionar fins a 1961 quan va ser reemplaçat pel BRLESC. En la seva vida útil, va demostrar ser altament fiable i productiu.